# Willem Kersseboom
Willem Kersseboom, född 1691 i Oudewater, död 1771 i Haag, var en nederländsk statistiker.
Kersseboom verkade som finansämbetsman, som revisor och inom postväsendet i Haag. Han är ett viktigt namn i mortalitetsstatistikens historia. I flera av sina talrika skrifter, ofta polemiskt hållna, och omväxlande med statistik, försäkrings-, skatte- och postväsen till ämnen, kom han in på mortalitetsberäkning. Denna grundades på livräntegivarnas böcker och utgick från dödsfallen och sannolikheten för dödsfall. Hans rationella mortalitetstabell (1742) betecknade ett väsentligt framsteg jämfört tidigare metoder. Genom sina beräkningar, i vilka han utgick från en stationär befolkning, fick han bland annat till resultat att ett land har 35 gånger så många invånare, som där årligen föds, att förhållandet mellan flick- och pojkfödslar är 17-18.